# Giovanni Battista Nolli

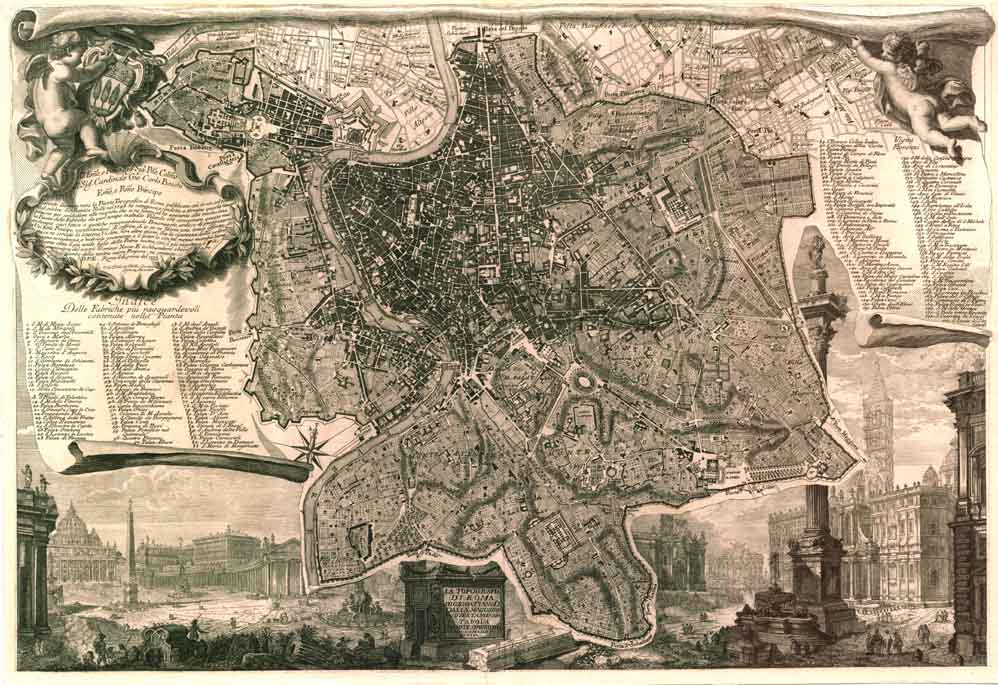
Topografia di Roma (Topographie von Rom) von 1748, gestochen von Nolli und Piranesi, kleine Version der Nuova Topografia di Roma

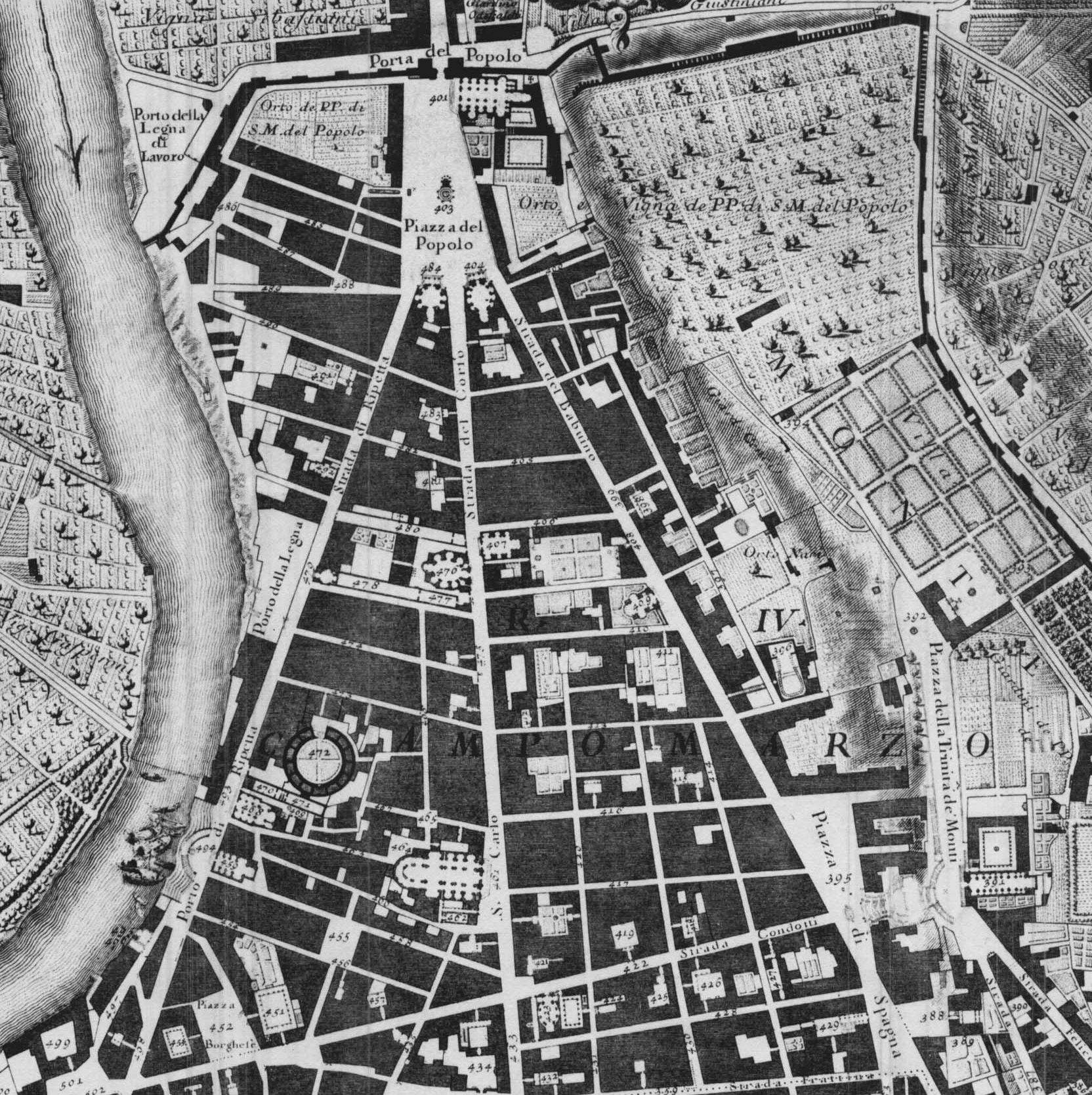
Nuova Topografia di Roma del Nolli (1748): Ausschnitt der Gegend um die Piazza del Popolo, von wo der berühmte Tridente („Dreizack“) ausgeht, bestehend aus Via di Ripetta, Via del Corso und Via del Babuino

Giovanni Battista Nolli, auch Giambattista Nolli, (* 9. April 1701 in Castiglione d’Intelvi; † 3. Juli 1756 in Rom) war ein italienischer Ingenieur, Architekt, Kupferstecher und Kartograf.

## Biografie
Bereits früh verließ er Como, um zunächst in Mailand dem Beruf des Vermessers nachzugehen. Dort war er mit der Zusammenstellung des lokalen Katasters befasst. Dank der Bekanntschaft mit dem Mailänder Abt Diego Revillas, Astronom und Mathematiker an der römischen Universität „La Sapienza“, zog er sodann nach Rom, wo er von diesem in die Kreise der Literaten, Gelehrten und Wissenschaftler am Hofe der bedeutenden Familien Albani und Corsini eingeführt wurde.
Eine seiner wichtigsten Arbeiten ist im Rahmen der Dokumentation der römischen Stadtentwicklung La Pianta Grande di Roma (deutsch: Der große Plan von Rom), der graphische Teil des Werks La Nuova Topografia di Roma (12 Blatt Kupferstiche und separater Index sowie Planverkleinerungen und Legende). 
Das zuletzt genannte Werk wurde im 20. Jahrhundert im Diskurs unter dem Kurznamen „Nolli-Plan“ bekannt. Besondere Aufmerksamkeit erlangte dieser zuletzt durch die Veröffentlichung von zwei Büchern im Rahmen des postmodernen Architekturdiskurses im 20. Jahrhundert. Es handelt sich um die Bücher Learning from Las Vegas (1972) von Robert Venturi, Denise Scott Brown und Steven Izenour und Incontri Internazionali d’Arte: Roma interrotta (1978) von Marisa Cerruti. In diesen Veröffentlichungen wurde der Nolli-Plan als Ideal für eine klare bauliche Definition und Trennung von Öffentlichkeit und Privatheit und für gelungenen Städtebau interpretiert, was aber im frühen 21. Jahrhundert wieder stark kritisiert wird.